# محله هوایی مانتگامری کانتی
محله هوایی مانتگامری کانتی (به انگلیسی: Montgomery County Airpark) یک فرودگاه همگانی با کد یاتا GAI است که یک باند فرود آسفالت دارد و طول باند آن ۱۲۸۱ متر است. این فرودگاه در کشور ایالات متحده آمریکا قرار دارد و در ارتفاع ۱۶۴٫۳ متری از سطح دریا واقع شده‌است.